# Campylaspis squamifera
Campylaspis squamifera är en kräftdjursart som beskrevs av Fage 1929. Campylaspis squamifera ingår i släktet Campylaspis och familjen Nannastacidae. Inga underarter finns listade i Catalogue of Life.